# Antão Vaz
Antão Vaz é uma casta de uvas brancas autóctone de Portugal. É cultivada principalmente nas regiões de vinhos do Alentejo, de Lisboa e da Península de Setúbal. Adapta-se a solos profundos e secos e a elevados níveis de calor e insolação.